# Simetría (película)
Symmetría (en polaco: Symetria) es una película dramática polaca de 2003, dirigida por Konrad Niewolski.

## Argumento
En la primera escena de la película, antes de los créditos iniciales, se ve a un guardia de una prisión escribiendo un informe sobre un suceso en una de las celdas, en la que se encontró un cadáver. El guardia escribe "suicidio" como causa probable de la muerte. Aunque no se explica explícitamente, se da a entender que esta escena forma parte más adelante del resto de la acción de la película.
Una noche muy lluviosa, un joven, Łukasz Machnacki, sale de un cine. Es abordado por unos policías, quienes sin preguntas ni explicaciones lo esposan y lo llevan al coche policial. Se ve obligado a participar en una ronda de reconocimiento policial. Łukasz no comprende nada de lo que está sucediendo y se sorprende al saber, durante un interrogatorio, que una anciana, víctima de un robo, lo ha reconocido como el culpable. Mantiene su inocencia, pero no puede proporcionar ninguna coartada. El oficial que lo interroga le informa de que está arrestado y que es poco probable que regrese a casa pronto.
A continuación, Łukasz es trasladado a prisión para su detención preventiva. Primero lo ponen en una celda de transición, en la que conoce a Zborek, un hombre arrestado por robar automóviles. Zborek le explica a Łukasz que lo más probable es que pase no menos de un año en prisión antes de su juicio. Zborek también le pregunta a Łukasz si está dispuesto a convertirse en un "imbécil", un miembro de la subcultura carcelaria conocida como "grypsera" (que también es un término polaco para denominar una jerga carcelaria utilizada por sus miembros), considerada una élite entre los reclusos. También asusta a Łukasz, haciéndole saber que si no se une al grupo, es probable que se convierta en un "perdedor" y que otros prisioneros abusen de él. Como resultado, cuando Łukasz es entrevistado más tarde por un miembro del personal de la prisión, que está a punto de decidir dónde ubicarlo, Łukasz insiste en que quiere participar en la "grypsera". El trabajador de la prisión se sorprende por esto y advierte a Łukasz que no podrá sobrellevarlo, pero finalmente acepta colocarlo en una celda con los miembros del grupo.
Es conducido a una celda en la que conoce a sus nuevos compañeros de celda: Kosior, el aparente líder de la celda, arrestado por asesinar a su compinche; Siwy ("Gray"), miembro de la mafia; Albert, un mafioso menor; Roman, arrestado por evitar pagar la pensión alimenticia, que es visiblemente el más bajo en la jerarquía; y Dawid, un hombre muy tranquilo que pasa la mayor parte de su tiempo leyendo libros y parece no participar activamente en la subcultura de la prisión, pero que de todos modos es tratado con respeto por otros prisioneros. Albert y Siwy se burlan de Łukasz y le dice que tendrán una pelea a puñetazos por la noche. Asustado, Łukasz no responde nada a eso, pero más tarde está dispuesto a participar en la pelea, sabiendo que sería considerado un cobarde si se negaba. Siwy luego le revela que fue solo una broma, de hecho, con la intención de verificar si Łukasz realmente lo haría. En los días siguientes, Roman le enseña a Łukasz las reglas básicas de la vida en prisión, mientras que Kosior le informa sobre la "grypsera".
Algún tiempo después, Łukasz es visitado en prisión por un abogado contratado por su madre. El abogado informa a Łukasz de que el fiscal tiene la intención de acusarlo no solo de robo, sino también de homicidio involuntario, ya que la mujer que lo reconoció como el ladrón, murió pocas horas después. El abogado le dice que hará todo lo posible para sacarlo de la cárcel, pero la investigación puede llevar meses antes de que se pueda hacer algo.
Una noche, Albert les cuenta a los compañeros de celda una historia supuestamente divertida de sus amigos, quienes secuestraron a una niña y la obligaron a practicar sexo oral. Inesperadamente, Dawid agarra a Albert y amenaza con romperle el cuello si alguna vez vuelve a oírle hablar así. Al día siguiente, Kosior cuenta a Łukasz la historia de Dawid: su esposa fue agredida y violada, y Dawid encontró y mató a golpes al violador. Después de eso, fue él mismo a la policía. La esposa de Dawid viene a verlo todas las semanas, pero durante esas visitas simplemente se miran y no dicen una palabra.
Łukasz, mientras intenta adaptarse a la vida en prisión, sufre pesadillas y Albert se burla continuamente de él. Una vez se ve obligado a beber una mezcla de detergentes como castigo por romper accidentalmente una de las reglas de la celda. Un día, un guardia de la prisión le dice a Łukasz que empaque sus cosas, ya que está a punto de ser liberado. Cuando Łukasz, empacado y listo para partir, se despide feliz de sus compañeros de celda, el guardia abre la puerta y le dice a Łukasz que desempaque, que todo fue solo una broma. Esto deja a Łukasz completamente devastado y lo lleva a un fallido intento de suicidio.
Después de un tiempo de depresión, Łukasz comienza a aceptar su situación. Más tarde aprueba un examen de conocimiento de las reglas del grupo con Kosior y es aceptado oficialmente como uno de sus miembros. Incluso se gana el respeto de Albert, cuando reclama como suyo parte del contrabando de Albert, que fue descubierto por el guardia, sabiendo que Albert tendría prohibido ver a su novia durante una visita, si se le culpaba a él.
Después de su juicio, Siwy es transferido a otra prisión, y un nuevo prisionero es colocado en la celda en su lugar. Antes de presentarlo, el guardia de la prisión les dice a Łukasz y a otros que el nuevo prisionero fue arrestado por abuso sexual infantil. Cuando el nuevo prisionero entra en la celda, Kosior solo le dice enojado que se quede callado. Luego, le obligan a comer en el baño y lo golpean en el patio de ejercicios, lo que los guardias ven, pero ignoran.
El abogado de Łukasz llega con buenas noticias: el fiscal tiene la intención de remitir su caso debido a la falta de pruebas, y lo más probable es que sea liberado muy pronto. Łukasz no responde nada y parece que ya no le importa. Cuando regresa a su celda, los guardias le informan de que se supone que el nuevo prisionero va a ser liberado bajo fianza. Luego, Łukasz recibe la visita de su madre y de su hermana pequeña. Al ver al presunto abusador de niños en la mesa cercana, le dice a su familia que se vayan de este lugar y recuerden que los ama.
Łukasz informa a sus compañeros de celda de que el nuevo prisionero será liberado. Albert sugiere que deberían matarlo y hacer que parezca un suicidio, para obtener la aprobación de Kosior. Łukasz no se atreve a participar en un asesinato, pero Kosior lo convence apelando a que debe cuidar de su hermana pequeña. Roman se opone a la idea, no queriendo meterse en ningún lío, a lo que Albert lo amenaza con matarlo a él también, si interfiere. Antes del asesinato planeado, Łukasz golpea a Roman con una silla. Como resultado, Roman es llevado al hospital y queda fuera de sospecha. Por la noche, Łukasz, Kosior, Albert y Dawid matan al nuevo prisionero estrangulándolo y rompiéndole el cuello. Cuelgan su cuerpo en las rejas de la ventana, para que parezca que se ahorcó.
La próxima vez que la madre de Łukasz venga a visitarlo, solo podrán verse a través de un cristal y un teléfono. La madre de Łukasz está angustiada y le pregunta a su hijo en qué tipo de problemas se ha metido. Mientras llora, Łukasz le dice que la vida en prisión es diferente a la de afuera y que ella no lo entendería. Silenciosamente cuelga el teléfono y se va.

## Intérpretes
- Arkadiusz Detmer - Łukasz
- Andrzej Chyra - Dawid
- Janusz Bukowski - Romano
- Marcin Jędrzejewski - Siwy
- Mariusz Jakus - Kosior
- Borys Szyc - Albert
- Kinga Preis - Esposa de Dawid
- Janusz Chabior - Guardián